# Adella Hunt Logan

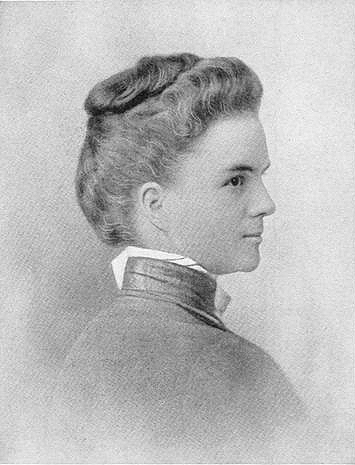
Adella Hunt Logan (1902)

Adella Hunt Logan (* 10. Februar 1863 in Sparta; † 10. Dezember 1915 in Tuskegee) war eine afroamerikanische Hochschullehrerin und Suffragette.

## Leben
Adella Hunt Logan kam während des Amerikanischen Bürgerkriegs als Adella Hunt auf die Welt. Ihr Vater, Henry Alexander Hunt, war ein Plantagenbesitzer; ihre Mutter, Mariah Lilly Hunt, eine Freedwoman, die von Afrikanern und Cherokee-Indianern abstammte. Trotz ihrer weißen Hautfarbe galt sie auf Grund ihrer Abstammung als Schwarze, weshalb sie oft Erfahrungen mit rassistischer Diskriminierung machen musste. Zwar wohnte ihr Vater getrennt von Mariah Lilly Hunt und ihren acht gemeinsamen Kindern, doch bezahlte er das Schulgeld der Kinder. 1881 absolvierte Adella Hunt ihr Studium an der Atlanta University, worauf sie zwei Jahre lang für die American Missionary Association unterrichtete. Daraufhin wurde sie als zweite Frau Fakultätsmitglied des Tuskegee Institutes, wo sie Englisch und Sozialwissenschaften unterrichtete und die Bibliothek leitete. Gegen Ende des 19. Jahrhunderts hatte sich das Institut zu einem Zentrum der Bürgerrechtsbewegung ausgebildet. Sie konnte dort enge Freundschaften mit führenden afroamerikanischen Wissenschaftlern und Aktivisten schließen, darunter Booker T. Washington, W. E. B. Du Bois und George Washington Carver. 1888 heiratete sie Warren Logan, den Schatzmeister des Instituts, mit dem sie neun Kinder hatte.
Logan ist heute primär als Aktivistin bekannt, die sich für die Bürgerrechtsbewegung, aber auch für die Frauenbewegung einsetzte. Wie viele Aktivistinnen dieser Zeit organisierte sie sich mit einigen Bekannten in einem „Women’s Club“, mit dem sie sich für die verarmten schwarzen Familien und das Frauenwahlrecht einsetzte. In der nationalen Frauenwahlrechtsbewegung wurde sie jedoch als Afroamerikanerin diskriminiert. Die National American Woman Suffrage Association setzte sich aus der Angst, dem rassistischen Süden vor den Kopf zu stoßen, fast ausschließlich für weiße Frauen ein und lehnte Beteiligung durch Afroamerikanerinnen explizit ab. So verhinderte die berühmte Frauenrechtlerin Susan B. Anthony es, dass Logan bei einem Konvent eine Rede halte; sie sei dazu zu unkultiviert und ungebildet. Aus diesem Grund schloss der Tuskegee Women’s Club sich der 1896 gegründeten National Association of Colored Women’s Clubs (NACWC) an. Logans Meinung nach brauchten gerade schwarze Frauen, die wegen ihres Geschlechts und ihrer Hautfarbe diskriminiert wurden, das Wahlrecht als Schutzschild gegen die Übergriffe der Regierung. Zudem griff sie die Rassentrennung und die weit verbreitete Lynchjustiz an. Ihre Artikel wurden in bekannten afroamerikanischen Magazinen wie The Colored American Magazine gedruckt.
Logan litt an Depressionen, die nach dem Tod ihres engen Freundes Washington 1915, Gerüchten um die Untreue ihres Mannes und dem Scheitern eines Referendums über das Frauenwahlrecht in Alabama verstärkt auftraten. Nach einem kurzen Aufenthalt in einer Psychiatrischen Klinik beging sie im Dezember dieses Jahres Selbstmord, indem sie sich von einem Gebäude des Tuskegee Institutes stürzte. Nur fünf Jahre später erhielten Frauen in den Vereinigten Staaten mit dem 19. Zusatzartikel das Wahlrecht. 2019 veröffentlichte ihre Enkelin, Adele Logan Alexander, die semifiktionale Biografie Princess of the Hither Isles: A Black Suffragist’s Story from the Jim Crow South über sie.